# Weperbult
De Weperbult is een voormalige vuilstortplaats gelegen in de buurtschap Weperpolder nabij Weper en De Knolle, in de gemeente Ooststellingwerf.
Huisvuil uit de provincie Friesland werd hier gestort. De vuilstort is in gebruik geweest tussen 1970 en 1994. Nadat hij buiten gebruik genomen is, is hij op natuurlijke wijze ingepast in het landschap. Boven op de bult is een kunstwerk neergezet van Ids Willemsma. De hoogte van de heuvel is 25,5 meter boven NAP.
Naast de bult staat een waterzuivering, die het water uit de bult zuivert. Daar wordt ook het afgevangen afvalgas verbrand in een gasturbine waarna de geproduceerde elektriciteit teruggevoerd wordt in het net. De warmte wordt gebruikt om de gebouwen te verwarmen.

## Uitzicht
Bij helder weer is er een ver uitzicht vanaf de Weperbult; in het noordoosten het Fochteloërveen te zien met daarachter Assen; in het oosten is de televisietoren van Smilde te zien; in het noordwesten het Gasuniegebouw in Groningen en in het zuiden de bebouwing van Fochteloo en Oosterwolde.